# Alexandre Gavras
Alexandre Gavras (Paris, 23 de agosto de 1969) é um cineasta francês. Como reconhecimento, foi nomeada ao Oscar 2014 na categoria de Melhor Curta-metragem por Avant que de tout perdre.